# Àrea marina de ses Margalides
Àrea marina de ses Margalides este o arie protejată (sit de importanță comunitară — SCI) din Spania întinsă pe o suprafață de 98,87 ha, integral marine.

## Localizare
Centrul sitului Àrea marina de ses Margalides este situat la coordonatele 39°03′01″N 1°19′12″E / 39.0504°N 1.32°E.

## Înființare
Situl Àrea marina de ses Margalides a fost declarat sit de importanță comunitară în aprilie 2004 pentru a proteja 2 specii de animale.

## Biodiversitate
Situată în ecoregiunile marină mediteraneană și mediteraneană, aria protejată conține 1 habitat natural: Straturi cu Posidonia (Posidonion oceanicae).
La baza desemnării sitului se află mai multe specii protejate:
- mamifere (1): delfin mare (Tursiops truncatus)
- reptile (1): Caretta caretta